# Leo Apostel
Leo Apostel (ur. 4 września 1925 w Antwerpii, zm. 10 sierpnia 1995 w Gandawie) – belgijski filozof, profesor Uniwersytetu w Gandawie oraz Vrije Universiteit Brussel.

## Życiorys
Studiował filozofię na Wolnym Uniwersytecie Brukselskim. Studia ukończył w 1948 roku. Był asystentem Chaima Perelmana. Przebywał potem na Uniwersytecie w Chicago, gdzie uczył się pod kierunkiem Rudolfa Carnapa, a na Yale University u Carla Gustava Hempela. W latach 50. pracował w Szwajcarii u Jeana Piageta. Po powrocie do Belgii wykładał logikę i filozofię nauki na uniwersytetach w Gandawie oraz Brukseli. Znane było jego ateistyczne podejście do świata.